# Tarimwitbrauwzanger
De tarimwitbrauwzanger (Rhopophilus albosuperciliaris) is een zangvogel uit de familie Paradoxornithidae (diksnavelmezen).

## Verspreiding en leefgebied
Deze soort is endemisch in noordwestelijk China (Xinjiang) van het Tarimbekken tot het Lob Nuur-meer.